# Jan Pleskač (farář)
Jan Pleskač (15. května 1797 Třebíč – 26. července 1873 Olešnice) byl moravský farář, buditel a čestný občan Olešnice.

## Biografie
Jan Pleskač se narodil v rodině Franze Pleskače (1772/1773) a Anny (1764/1775), v roce 1797 v Třebíči.
Studoval na německém gymnáziu v Jihlavě, filozofii a bohosloví v Brně. V roce 1820 byl vysvěcen na kněze, působil v Želetavě, v Kučerově, v Netíně a ve Lhotě u Jimramova. Na popud B. M. Kuldy sbíral se spolupracovníky pohádky a pověsti z oblasti Olešnice, Třebíče, Vyškova, Žďáru a Brněnska.
Od roku 1834 byl farářem v Olešnici. V roce 1851 stál u založení Katolické jednoty, roku 1859 byl jedním ze zakladatelů divadelního spolku v Olešnici a v roce 1863 byl zakladatelem čtenářského spolku. Dne 17. května 1864 se stal čestným občanem města Olešnice.

## Dílo
- Moravské národní pohádky a pověsti. Svazek třetí, Z okolí Olešnického a jiných – sebral a zaslal Jan Pleskáč a jiní; do tisku dal B. M. Kulda. Praha: Václav Kotrba, 1892[9]
- Moravské národní pohádky a pověsti: ze sbírek J. S. Menšíka, J. Pleskáče, K. Orla, J. Soukupa a V. Švédy – texty vybrali, předmluvu napsali, poznámkami, slovníčkem a mapou opatřili Oldřich Sirovátka a Marta Šrámková; k vydání připravila a jazykovou poznámku napsala Jarmila Víšková; ilustroval Jan Sládek. Praha: Odeon, 1983